# Gare du Point-du-Jour
Gare du Point-du-Jour je zrušená železniční stanice v Paříži v 16. obvodu. Nádraží bylo v provozu v letech 1867–1934. Budova se nacházela na místě dnešního domu č. 17, boulevard Exelmans.

## Lokace
Nádraží se nacházelo v jihozápadní části 16. obvodu na křižovatce ulic Avenue de Versailles a Boulevard Exelmans. Bylo součástí zrušené tratě Petite Ceinture a leželo mezi stanicemi Grenelle-Ceinture a Auteuil-Boulogne. Stanice se nacházela přímo na viaduktu Auteuil, který překonával Seinu.

## Historie
Nádraží bylo pro cestující otevřeno 25. února 1867 spolu s úsekem tratě na levém břehu. Tak jako celá linka Petite Ceinture bylo i nádraží uzavřeno pro osobní přepravu 23. července 1934.
Nádraží bylo zbořeno na počátku 60. let při demolici viaduktu Auteuil.